# 인자즈
인자즈(إنجاز)는 2009년 4월 8일 태어난 암컷 단봉낙타로, 세계 최초의 복제된 낙타이다. 2009년 4월 14일, 아랍에미리트 두바이에 위치한 낙타생식센터(The Camel Reproduction Center)의 동물발생학자 니사르 아흐마드 와니 박사는 복제된 낙타가 378일간의 임신을 끝내고 태어났다고 발표했다. 이 복제 프로젝트는 아랍에미리트의 총리이자 부통령이며 두바이의 에미르인 무하마드 빈 라시드 알막툼의 후원을 받았다.